# 岡田春夫
岡田 春夫（おかだ はるお、1914年6月14日 - 1991年11月6日）は、日本の政治家。衆議院副議長（第53-54代）、衆議院議員（15期）。
戦後日本社会党の安全保障問題の代表的な論客として名を馳せ、「爆弾男オカッパル」の異名をとった。幼名・穣。父の初代・岡田春夫も政治家（立憲民政党所属の代議士）で、父の死後名前を「穣」から父と同じ「春夫」に改名した。外交官の岡田晃は弟。
長男は岡田宰（弁護士）、次男は岡田充（共同通信客員論説委員・客員大学教授）。

## 来歴・人物
北海道美唄市生まれ。出生地の美唄市には生家が保存されている。1937年小樽高等商業学校（現小樽商科大学）を卒業。製材業、北海道議会議員を経て、1946年戦後初の総選挙で旧北海道4区から衆議院議員に初当選。以来通算当選15回。
1948年、芦田連立内閣の予算案に反対して日本社会党を除名され、黒田寿男らとともに労働者農民党を結成する。復党後は党内最左派の「平和同志会」に所属、1960年の安保国会では石橋政嗣、飛鳥田一雄らとともに「安保7人衆」の一人として政府追及の先頭にたった。
1965年、第2次朝鮮戦争を想定して、防衛庁の制服組と背広組幹部により極秘裏に進められていた三矢研究（「昭和38年度総合防衛図上研究」）の極秘文書を暴露し、政府与党を揺さぶった。政府は研究自体の存在を否定することはなかったが、秘密漏洩を理由に防衛次官らが処分された。文民統制の形骸化の現状に一石を投じたとして評価する声が社会党や日本共産党にある一方、有事研究が立ち遅れる要因となったという批判的な見方もある。なお、岡田は後に自叙伝で三矢研究の資料は作家の松本清張から入手したことを告白したが、松本はその件について終ぞ沈黙を守った。
1979年から2期4年にわたって衆議院副議長を務める。親中派として知られ、1982年には日中民間人会議を創設した。1986年引退し中沢健次が地盤継承。同年秋の叙勲で勲一等旭日大綬章受章。
1991年11月6日死去、77歳。死没日をもって正三位に叙される。

## 著作
- 岡田春夫『国会爆弾男 オカッパル一代記　反戦平和に賭けた議員生活40年』回想録（行研出版局、1987年2月）ISBN 978-4905786610